# Matylda Polská
Matylda Polská (polsky Matylda Bolesławówna) byla polská princezna z rodu Piastovců narozená mezi lety 1018–1025.
Jednalo se o nejmladší dceru Boleslava Chrabrého a zároveň jediné známé dítě pocházející z jeho čtvrtého manželství (s Odou Míšeňskou). Jméno dostala po své tetě z matčiny strany. Kolem 18. května 1035 byla zasnoubena s Otou III. Švábským. Zasnoubení však bylo v květnu 1036 zrušeno na synodě v Triburu kvůli probíhající krizi v Polsku. Existuje však také menšinový názor, že roku 1035 nebyla Matylda zasnoubená, nýbrž provdaná.
Další osudy Matyldy nejsou známé.